# Бибики (Гомельская область)
Бибики (бел. Бібікі) — деревня в Мозырском районе Гомельской области Беларуси. Входит в состав Криничного сельсовета.
Поблизости месторождение песка.

## География

### Расположение
В 15 км на юг от Мозыря, 152 км от Гомеля, 10 км от железнодорожной станции Козенки (на линии Калинковичи — Овруч).

## Транспортная сеть
Транспортные связи по просёлочной, затем автомобильной дороге Мозырь — Новая Рудня. Планировка состоит из прямолинейной улицы, ориентированной с юго-востока на северо-запад, к которой на севере присоединяется короткая улица с широтной ориентацией. На юге обособленный участок застройки, который состоит из двух коротких, параллельных между собой меридиональных улиц, соединённых переулком. Жилые дома деревянные, усадебного типа.

## История
По письменным источникам известна с XVIII века как село в Мозырском повете Минского воеводства Великого княжества Литовского. После 2-го раздела Речи Посполитой (1793 год) в составе Российской империи. В 1879 году обозначена как селение в Мозырском церковном приходе. Согласно переписи 1897 года кроме земледелия жители (21 человек) занимались бондарским промыслом. В 1904 году открыта школа, которая размещалась в наёмном крестьянском доме, в 1905 году для неё построено собственное здание. В результате погрома, устроенного легионерами С. Н. Булак-Балаховича 25 ноября 1920 года, погибли 16 жителей.
С 20 августа 1924 года до 11 июня 1980 года центр Бибиковского сельсовета Мозырского, с 5 октября 1926 года Слободского, с 4 августа 1927 года Наровлянского, с 5 апреля 1935 года Мозырского районов Мозырского (с 26 июля 1930 года и с 5 апреля 1935 года до 20 февраля 1938 года) округа, с 20 февраля 1938 года Полесской, с 8 января 1934 года Гомельской областей.
В 1930 году организован колхоз «Звезда», работала кузница. Во время Великой Отечественной войны в боях около деревни погибли 12 советских солдат (похоронены в братской могиле на кладбище), 83 жителя погибли на фронте. Согласно переписи 1959 года в составе экспериментальной базы «Криничная» (центр — посёлок Криничный). Работали лесничество, клуб, библиотека, фельдшерско-акушерский пункт, детский сад, отделение связи, столовая, магазин.

## Население

### Численность
- 2004 год — 117 хозяйств, 211 жителей.

### Динамика
- 1870 год — 87 ревизских душ.
- 1897 год — 77 дворов, 448 жителей (согласно переписи).
- 1917 год — 523 жителя.
- 1925 год — 109 дворов.
- 1959 год — 723 жителя (согласно переписи).
- 2004 год — 117 хозяйств, 211 жителей.